# 冯子琮
冯子琮（529年—571年8月30日），名琮，字子琮，以字行，長樂郡信都縣（今河北省衡水市冀州區）人，北燕君主冯弘之后。

## 生平
冯子琮性聪敏，涉猎书传。北齐孝昭帝时期（560年），高演任他为军府法曹，摄库部。曾任吏部尚书、左仆射。高演曾阅簿领，试令口陈，冯子琮暗对，无有遗失。冯子琮妻，高湛胡皇后之妹。迁殿中郎，加东宫管记。又奉别诏，令和胡长粲辅遵太子，转为庶子。
565年（天統元年），武成帝高湛让位给儿子高緯（後主）。武成帝任命为冯子琮給事黄門侍郎，兼主衣都統。武成帝住晋陽旧殿，後主没有其他的宮殿，冯子琮奉命监督建造大明宮。宮殿完成，武成帝亲自巡查，发现宮殿不够宏丽。冯子琮说：“至尊年幼，承继大業，应以节俭治国，以示万邦。”武成帝称赞他。
569年1月13日（天統四年十二月初十日）武成帝驾崩，僕射和士開秘不发丧三日。冯子琮怕和士開与趙郡王高叡、臨淮王婁定遠不和，发生偽詔高叡外任，剥奪婁定遠禁衛权的事情。于是发丧。
元文遙以子琮是胡太后的妹夫，会导致太后干政，説服趙郡王高叡、和士開外任冯子琮任鄭州刺史。胡太后为齐安王高仁弘纳冯子琮長女为妃。冯子琮申請休假回到国都鄴城，任吏部尚書，于是留在鄴城。571年（武平二年）二月，任尚書右僕射，七月，瑯邪王高儼殺害和士開，冯子琮参与其事，七月廿五日（571年8月30日）在内省被絞殺，虚岁四十三，十月乙亥朔廿二日丙申（571年11月24日）葬于西门豹祠西南十里。

## 家庭

### 高祖
- 冯朗，北魏太宰、燕宣王

### 曾祖
- 冯熙，北魏太师、大司马、太尉公、定州刺史、录尚书事、假黄钺、假黄屋左纛、昌黎武王

### 祖父
- 冯修，北魏定相二州刺史

### 父母
- 冯灵绍，北魏仪同三司、殿中尚书、冀州刺史
- 荥阳郑氏，东魏骠骑将军、太常卿郑伯猷之女

### 子
- 馮慈正
- 冯慈明，昌黎壮武公
- 冯慈信，齐驸马都尉、金紫光禄大夫、始州梓童令
- 冯慈让

### 孙
- 冯忱，冯慈明子
- 冯惇，冯慈明子
- 冯怦，冯慈明子
- 冯摠，冯慈让子，冯元常之父
- 冯掷，冯慈让子
- 冯捷，冯慈让子，冯元淑之父
- 冯灵童，冯慈信子，杭州盐官主簿。其子冯膺，通议大夫、邠王府司马；冯膺子冯忻，唐朝临汝郡司兵参军，唐睿宗挽郎、隐太子庙令、摄太常太祝

## 延伸阅读
[在维基数据编辑]
 《北齊書/卷40》，出自李百药《北齊書》
 《北史·卷055》，出自李延壽《北史》